# Santiago Lozano García
Santiago Lozano García (1902-1976) fue un periodista español.

## Biografía
Nacido en la localidad abulense de Sotillo de la Adrada, pasó su infancia en Madrid. Hombre estrechamente ligado a Ángel Herrera y la Asociación Católica Nacional de Propagandistas (ACNdP), desarrolló buena parte de su carrera periodística en medios de la Editorial Católica. Fue alumno de la Escuela de periodismo del diario El Debate, publicación en la que ejerció como redactor. Sería nombrado director del diario Hoy de Badajoz, fundado por la Editorial Católica en 1933. Posteriormente trabajó para el Diario Regional de Valladolid y El Ideal Gallego de La Coruña. En la primavera de 1936 fue nombrado director del diario Ideal de Granada, publicación que dirigió durante la Guerra civil. Tras el final de la contienda fue destinado a Galicia, donde pasó a dirigir El Ideal Gallego, periodo que constituyó una etapa de esplendor para el diario. Volvería a ser nombrado director de Ideal de Granada, cargo que ejerció entre 1952 y 1971. Se jubiló en 1971.